# Europees Ontwikkelingsfonds
Het Europees Ontwikkelingsfonds (EOF) is een instrument van de Europese Unie voor ontwikkelingssamenwerking in een aantal landen in Afrika, het Caraïbisch gebied en de Stille Oceaan, gezamenlijk de ACS-staten genoemd, en de Europese overzeese gebieden. De fondsen zijn afkomstig uit vrijwillige donaties van EU-lidstaten. Het EOF heeft eigen financiële regels en procedures en wordt geleid door de Europese Commissie en de Europese Investeringsbank.
De oprichting kwam tot stand middels de artikelen 131 en 136 van het Verdrag tot oprichting van de Europese Economische Gemeenschap uit 1957.